# Michl Ebner
Michl Ebner, all'anagrafe Michael Ebner (Bolzano, 20 settembre 1952), è un politico e editore italiano, altoatesino di lingua tedesca, esponente autonomista del Südtiroler Volkspartei, il partito popolare altoatesino che tutela la minoranza di lingua tedesca e ladina della provincia di Bolzano. Come editore è amministratore delegato del Gruppo editoriale Athesia che controlla quattro quotidiani del Trentino-Alto Adige: Dolomiten in lingua tedesca, dall'ottobre 2016 Alto Adige e Trentino, dal luglio 2018 l'Adige e Radio Dolomiti.

## Biografia
Il padre Toni fu anch'egli un politico di spicco della SVP, deputato nelle prime tre legislature repubblicane.
Laureato in giurisprudenza, giornalista, è stato deputato alla Camera (dal 1979 al 1994).
È stato deputato al Parlamento europeo, per tre mandati consecutivi (1994, 1999 e 2004) sempre per la lista del SVP, alleata, di volta in volta con il Partito Popolare Italiano (1994 e 1999) e con Uniti nell'Ulivo. Ebner è sempre stato iscritto al gruppo parlamentare del Partito Popolare Europeo.
È presidente della Camera di Commercio di Bolzano dal 2008 e dell’Istituto per la promozione dello sviluppo economico. 
Nel 2009, la SVP non lo ha ripresentato come candidato alle europee: il suo posto è stato preso da Herbert Dorfmann.
Durante l'ultimo mandato europeo è stato membro della Commissione per l'agricoltura e lo sviluppo rurale; della Commissione per gli affari esteri; della Delegazione alla commissione parlamentare mista UE-Croazia.
Dal 1995 ricopre la carica di amministratore delegato del gruppo editoriale Athesia, di cui la sua famiglia è da tre generazioni l'azionista di riferimento (suo prozio, il chierico Michael Gamper, ne fu il fondatore alla rinascita nel secondo dopoguerra). Suo fratello Toni è invece il direttore del quotidiano in lingua tedesca Dolomiten, edito da Athesia.
Dal 2013 è capo della delegazione di Unioncamere presso l’Ue ed è vice presidente di “Eurochambers”.
Nel 2019 fu chiamato, su proposta della Lega Nord, a far parte della Commissione dei Sei, ma sostituito già agli inizi del 2020 dalla giurista Esther Happacher.

## Controversie
La duplice funzione di Ebner a capo non solo di un colosso regionale dell'informazione che controlla ormai ca. 80 % dei media in Trentino-Alto Adige, ma anche della locale Camera di commercio, ha suscitato critiche di palese conflitto di interesse.
Nel 2023 Ebner intentò una causa SLAPP contro il portale online Salto.bz per presunte diffamazioni; la causa è stata letta dai media nazionali ed internazionali quale chiaro tentativo di intimidazione e di azione volta contro la libertà di stampa.